# Condilo mandibolare
Il condilo mandibolare è un processo dell'osso mandibolare che si estende a forma di oliva all'estremità superiore di ciascun ramo. Rappresenta la porzione articolare della mandibola che articola con la fossa glenoidea dell'osso temporale. In condizioni fisiologiche l'asse maggiore dei processi ossei è orientato in modo da essere inclinato indietro verso l'osso occipitale.
Possiede una forma ovoidale, formato da due assi quello maggiore di 18/20 mm quello minore di 8/10mm, non partecipa completamente all’articolazione, ma solo la parte anterosuperiore. Una cresta che separa le due zone superiore ed inferiore, partecipando anch’essa all'articolazione; il versante posteriore della cresta è rivestito soltanto da periostio, mentre il versante anteriore è rivestito sia da periostio sia da tessuto fibrocartilagineo.
È formato da: in superficie tessuto fibroso connettivale non vascolarizzato al posto della cartilagine ialina, a livello del collo la zona precondroblastica è abbondante fino ai 20 anni di vita.
Formato da due poli uno mediale ed uno laterale.
L'asse traverso non è parallelo al piano frontale, ma è obliquo dall'avanti all'indietro latero-medialmente, il suo prolungamento virtuale finirebbe al basion (grande foro occipitale) formando con il prolungamento dell'altro asse un angolo aperto in avanti di circa 140-150°.
Le due rette così individuate risultano all'incirca parallele alle linee che si otterrebbero congiungendo in ciascuno dei denti posteriori le cuspidi vestibolari e linguali e alle linee corrispondenti alla direzione dei solchi secondari.
Questa particolare correlazione fra la disposizione della testa del condilo e le cuspidi dei denti molari, secondo alcuni autori, permetterebbe ai denti inferiori di scivolare, nei movimenti laterali della mandibola, fra le cuspidi dei denti antagonisti superiori senza o con minime interferenze occlusali.
La testa è posta anteriormente rispetto al collo, non essendo un osso completamente dritto, infatti presenta un angolo tra testa e collo di 180° e 210°.
Sporge in avanti ed è spostata mediamente e orientata obliquamente.
La superficie anteriore della testa della mandibola è rivestita da cartilagine fibrosa e si articola con la fossa mandibolare presente sulla parte squamosa dell'osso temporale (articolazione temporomandibolare).
Sulla faccia mediale del collo della mandibola si osserva la fossetta pterigoidea, piccola depressione che dà inserzione al muscolo pterigoideo laterale.

## Patologie
- Iperplasia condilare
- Ipoplasia condilare